# 泾县会馆旧址
泾县会馆旧址又名金陵泾邑会馆，位于中国江苏省南京市秦淮区大百花巷13、15号，创立于清嘉庆时期，至咸丰时仍有扩建，主要服务于外地士子，为明清时安徽徽商在南京设立的众多会馆之一。

## 图集

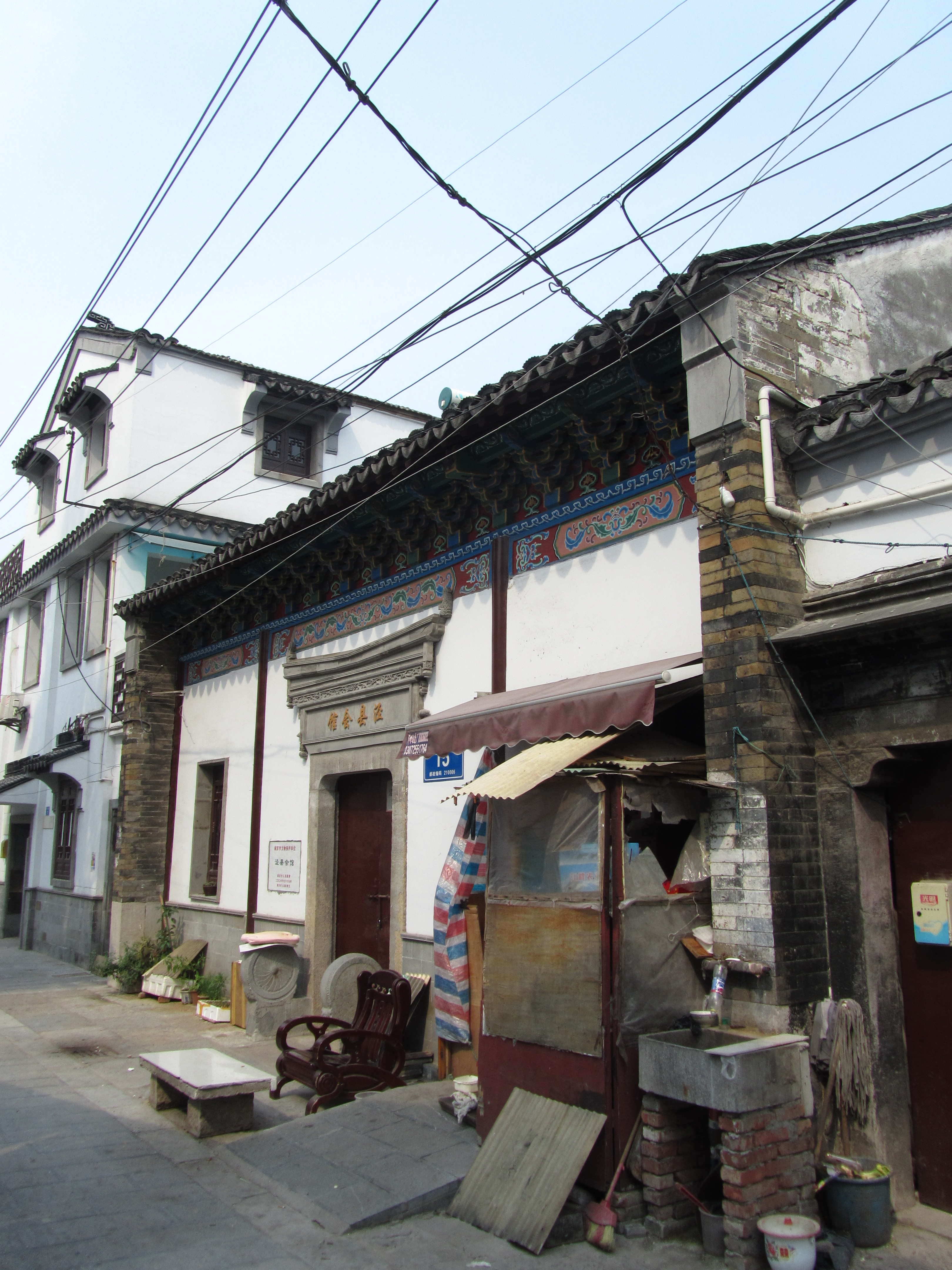
泾县会馆旧址大门，竖幅
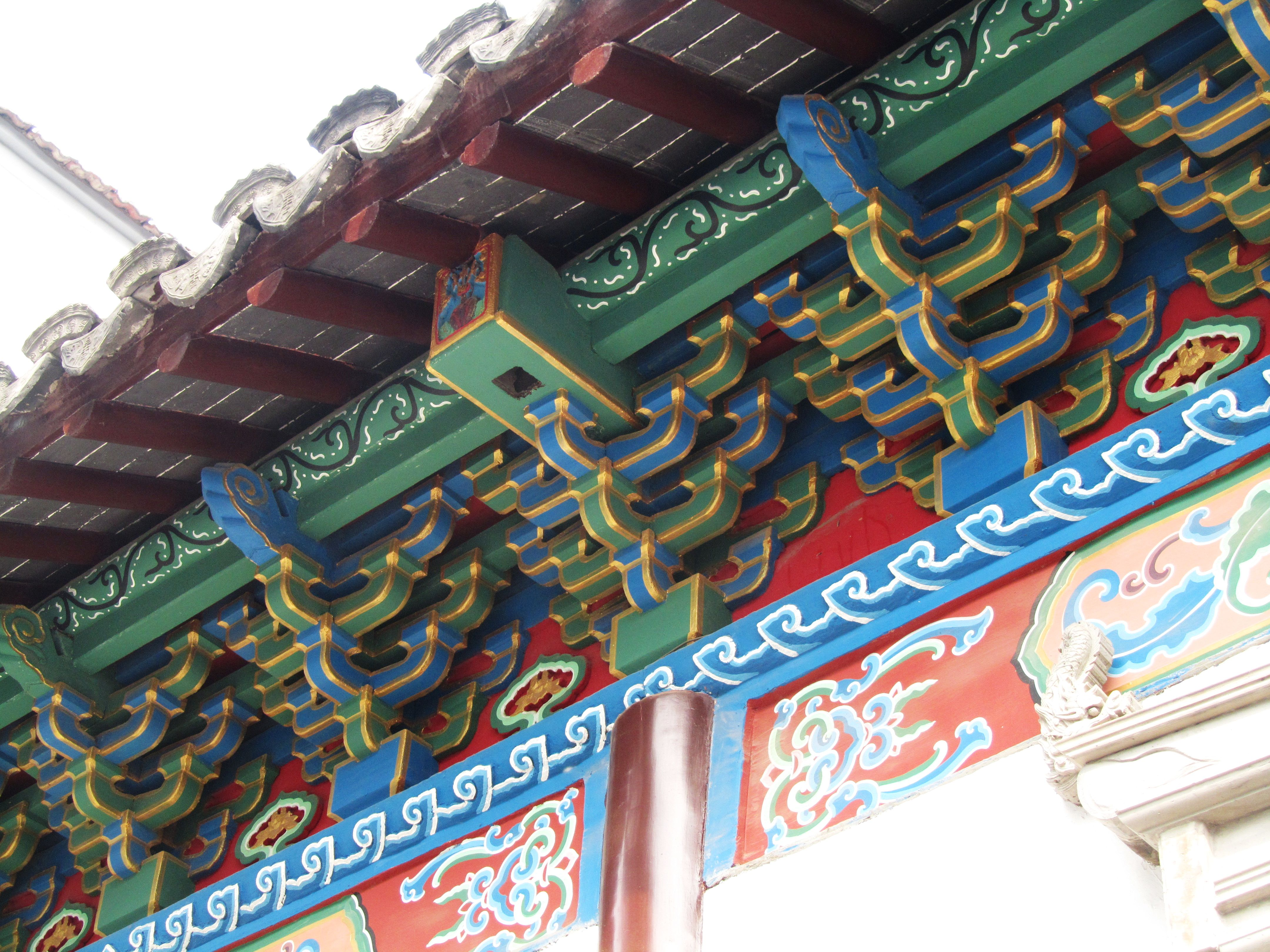
大门斗栱